# Dai-Tech
Dai-Tech este o companie românească fondată în anul 2001 ce produce, importă și distribuie UPS-uri, Surse de calculator, Tablete, Notebook-uri, accesorii si periferice IT, produse electronice și electrocasnice sub brandurile nJoy și RPC.

## Vezi și
- Altex